# Stary dworzec kolejowy w Katowicach
Stary dworzec kolejowy w Katowicach – zespół zabudowy dworca kolejowego stacji Katowice, położony przy ulicach Dworcowej i św. Jana w Katowicach, na terenie dzielnicy Śródmieście. Wybudowany został w latach 50. XIX wieku, po czym był kilkukrotnie przebudowywany. Reprezentuje cechy stylów neoklasycyzmu, modernizmu i secesji. Przez dziesięciolecia był jednym z najważniejszych obiektów kolejowym Górnego Śląska, lecz po II wojnie światowej okazał się za mały i podjęto decyzję o budowie nowego dworca, który został oddany do użytku w 1972 roku.

## Historia

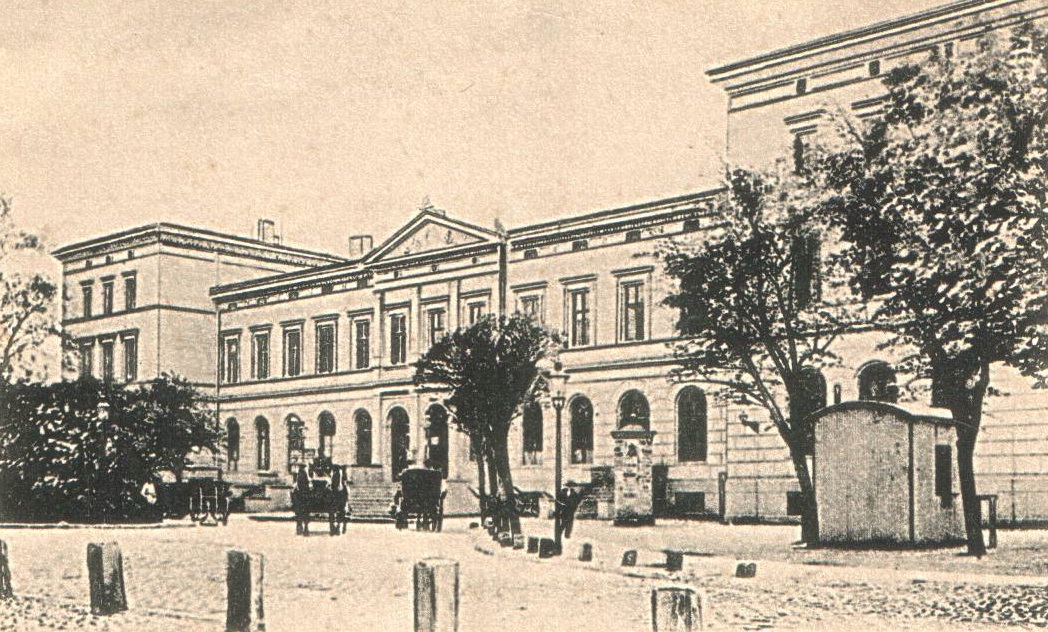
Gmach starego dworca kolejowego w Katowicach powstały w 1859 roku, ukazany w swojej pierwotnej bryle

Początki kolei w Katowicach sięgają lat 30. i 40. XIX wieku. Wówczas to w 1836 roku rozpoczęto projektowanie trasy łączącej Wrocław z Górnym Śląskiem, która początkowo miała omijać Katowice. Zmieniło się to za sprawą Franza von Wincklera, który ulokował w Katowicach zarząd swych dóbr. Linię kolejową, którą wybudowała Kolej Górnośląska, oddawano do użytku etapami, z czego odcinek Świętochłowice – Katowice – Mysłowice 3 października 1846 roku. Trasa ta stała się najsilniejszym bodźcem dla rozwoju przestrzenno-gospodarczego Katowic, co przyczyniło się do szybkiego umiastowienia miejscowości – w 1865 roku Katowice uzyskały prawa miejskie.
W Katowicach przy nowo otwartej linii powstał parterowy budynek pełniący funkcję dworca kolejowego, nakryty dwuspadowym dachem. Był to budynek z muru pruskiego, który znajdował się w rejonie obecnego dworca kolejowego (na obszarze wschodniej części peronu 2). Fundamenty pod budynek i jego szkieletową konstrukcję wykonano w 1845 roku, a w kwietniu kolejnego roku wypełniono ją murem z cegły. Wewnątrz przewidziano poczekalnię i pomieszczenia biurowe, a w przybudówce magazyn towarowy. Wyburzono go jeszcze w XIX wieku, wznosząc na jego miejscu ekspedycję towarową.
W 1859 roku wzniesiono kolejny budynek dworca. Prace nad jego budową rozpoczęto wiosną tego samego roku. Był to gmach o wymiarach 61×17 m. Nad głównymi wejściami do niego widniał zegar, a w środku funkcjonowała restauracja. Obecnie stanowi część przyziemia budynku biurowego przy ulicy Dworcowej 8. Gmach powstał wraz z budową połączenia z Koleją Warszawsko-Wiedeńską, tj. odcinku Szopienice Południowe – Sosnowiec, oddanego do użytku 24 sierpnia 1859 roku.

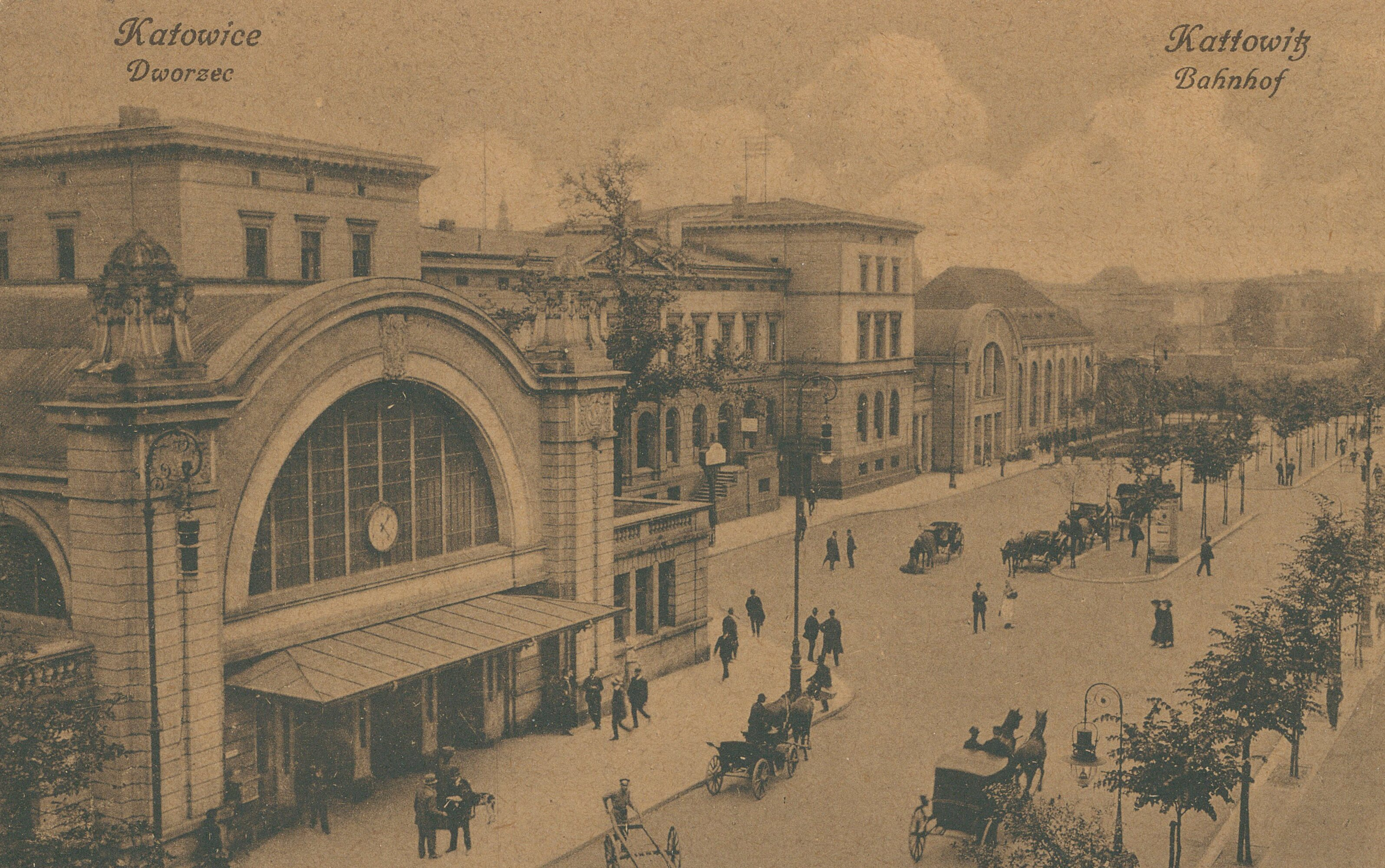
Gmach na widokówce wydanej przed 1920 rokiem, po rozbudowie o dodatkowe skrzydła, ale jeszcze przed podwyższeniem najstarszej części

Z uwagi na wzrost liczby połączeń kolejowych do Katowic dworzec ten był jeszcze wielokrotnie rozbudowywany i przebudowywany. W 1903 roku na działce w narożniku późniejszych ulic Dworcowej i Tylnej Mariackiej wzniesiono budynek kasy stacyjnej. W latach 1906–1908 dworzec rozbudowano o nowe skrzydła – dwie hale pasażerskie (wschodnią i zachodnią). Główny gmach służył wówczas do celów administracyjnych, natomiast w dwóch bocznych halach, w których mieściły się restauracja i poczekalnia, obsługiwano podróżnych. Pierwsza wersja projektu przebudowy dworca powstała w 1900 roku; potem zmieniano go w latach 1904 i 1905. Jego autorami byli: Heese, Storck i Vigener. Modele płaskorzeźb na elewacji wykonał rzeźbiarz Markiewicz, elementy kamienne dostarczyła bytomska firma Louisa Rosenthala, a cegły Max Schalscha.
W 1910 roku w dworcu funkcjonowały: inspekcja zakładowa, inspekcja maszyn, zarząd dworca i kasa dworcowa. W dwudziestoleciu międzywojennym część dworca zajmował Sąd Okręgowy, a ponadto działały wówczas: Kolejowa Kasa Oszczędności, księgarnia, kantor, urząd pocztowo-telegraficzny, komisariat kolejowy i restauracja.
W 1924 roku przebudowano westybul zachodniej hali dworca, a w latach 1924–1925 roku wzniesiono, zamykający kompleks dworcowy od strony zachodniej, trójkondygnacyjny budynek na rogu ulic Dworcowej i św. Jana. W latach 1930–1931 nadbudowano najstarszą, administracyjną część dworca kolejowego.

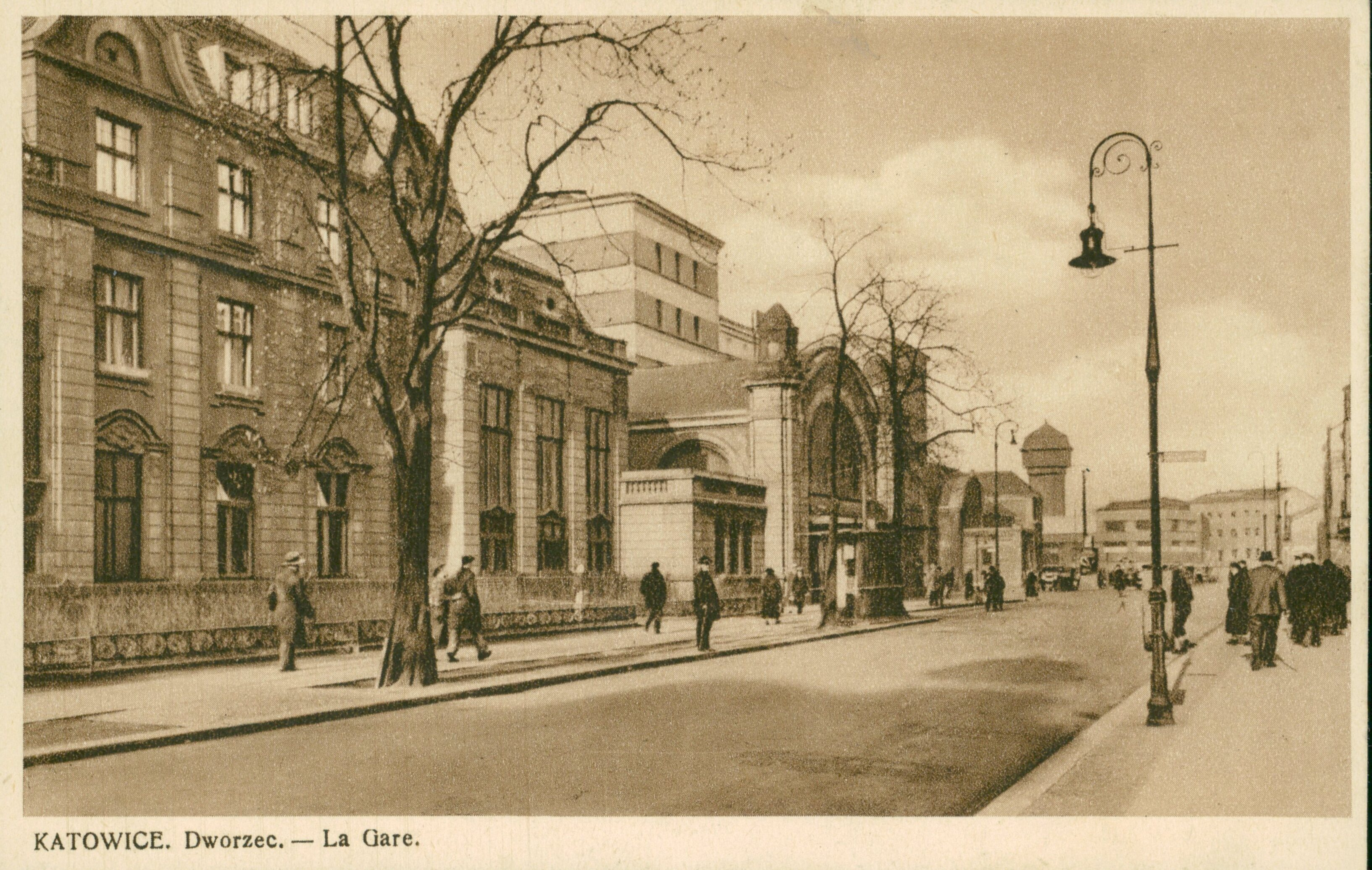
Gmach dworca w Katowicach na widokówce wydanej po 1931 roku

Gmach katowickiego dworca kolejowego w swoim pierwotnym przeznaczeniu funkcjonował do 1972 roku, kiedy to w rejonie ulic 3 Maja i Stawowej oddano do użytku nowy, brutalistyczny dworzec kolejowy. Został wzniesiony w latach 1966–1972 w miejsce dawnej ekspedycji towarowej według projektu warszawskich „Tygrysów”: Wacława Kłyszewskiego, Jerzego Mokrzyńskiego i Eugeniusza Wierzbickiego.
Po przeniesieniu obsługi komunikacyjnej do nowego gmachu, stary dworzec pełnił różną funkcję. Już w 1970 roku halę zachodnią zajęły magazyny i sklepy Powszechnej Spółdzielni Spożywców, która wkrótce w hali wschodniej otworzyła sklep spożywczy, przebranżowiony potem na sklep przemysłowy. W innych pomieszczeniach starego dworca działał Mega Club oraz indyjska restauracja. Dawna hala kasowa z poczekalną pełniła natomiast funkcję sali gimnastycznej.
W międzyczasie kompleks starego dworca został wpisany do rejestru zabytków nieruchomych 18 grudnia 1975 roku.

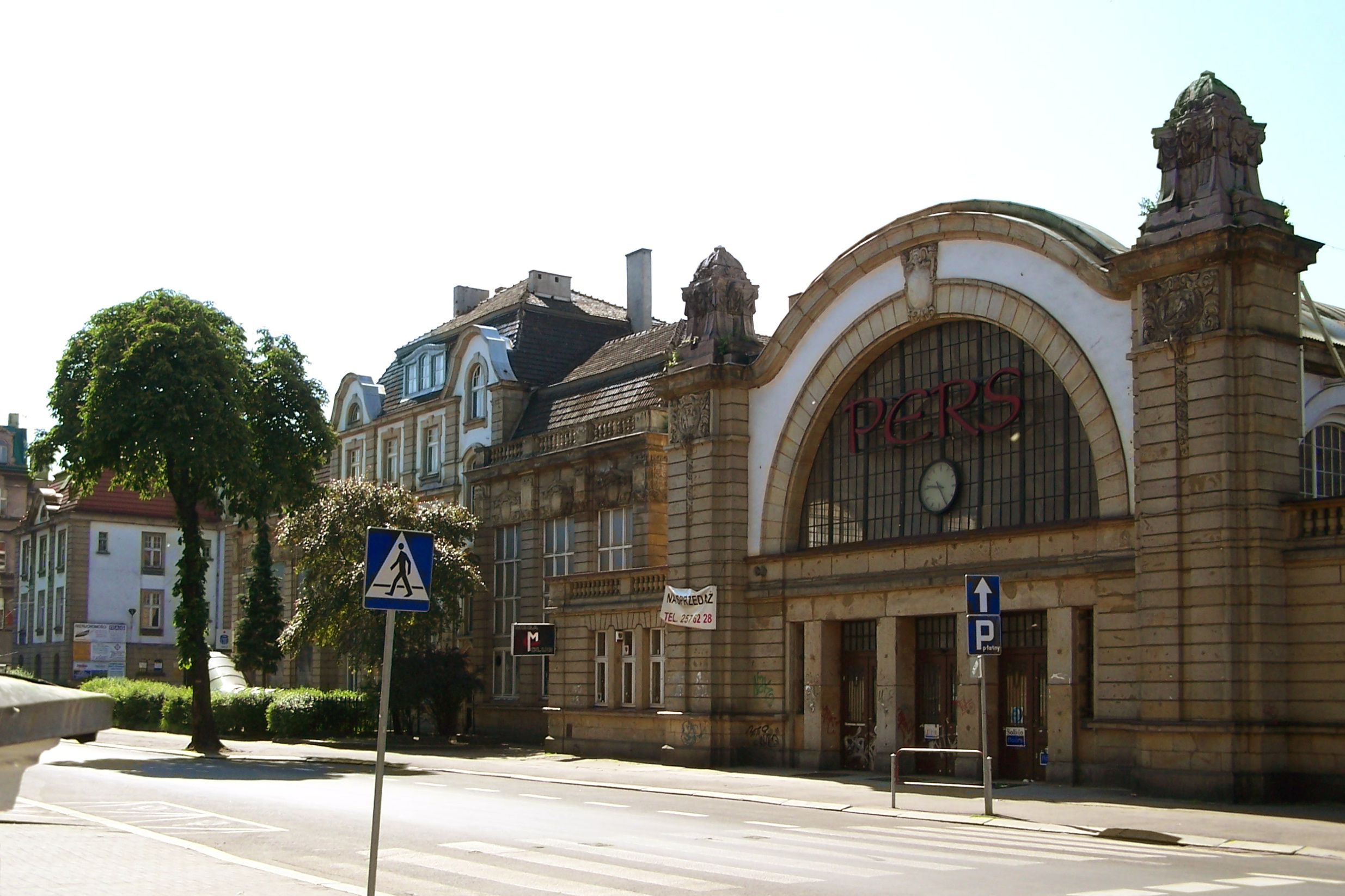
Stary dworzec kolejowy w czerwcu 2006 roku (wschodnia część)

Niszczejący kompleks dworcowy w październiku 2007 roku od PKP zakupiła za kwotę 45,45 mln zł firma Eurostar Real Estate. Jej właściciele zapowiadali wówczas, że w budynku mają powstać galerie, sklepy i restauracje. W 2013 roku był on jednym z dwóch właścicieli kompleksu – drugim była spółka Liwa, do której należała wówczas mniejsza część starego dworca, od strony ulicy św. Jana. Była ona wówczas także właścicielem położonego naprzeciwko ulicy Dworcowej hotelu Monopol.
10 września 2015 roku część dworca należąca dotychczas od spółki Eurostar Real Estate została nabyta na drodze licytacji komorniczej przez katowicką spółkę Opal Maksimum za kwotę 7 mln złotych. Nowy właściciel zapowiedział powstanie swojej części przestrzeni na punkty gastronomiczne, handel i usługi, a także rozważył powstanie hotelu w najwyższej części gmachu. Remont rozpoczął się 19 października 2016 roku od prac przy rozbiórce dachu i stropów nad budynkiem pod nr. 4. W styczniu 2018 roku prace obejmowały wszystkie części gmachu należące do spółki, z czego w budynkach pod nr. 2, 4, i 6 zarówno w środku, jak i na elewacjach oraz dachach, a w pozostałych tylko we wnętrzach. Do lipca tego samego roku ukończono prace na zewnątrz budynków pod nr. 2 i 4, a całość prac remontowych części dworca należącego do Opal Maksimum zakończono w grudniu 2021 roku.

## Architektura

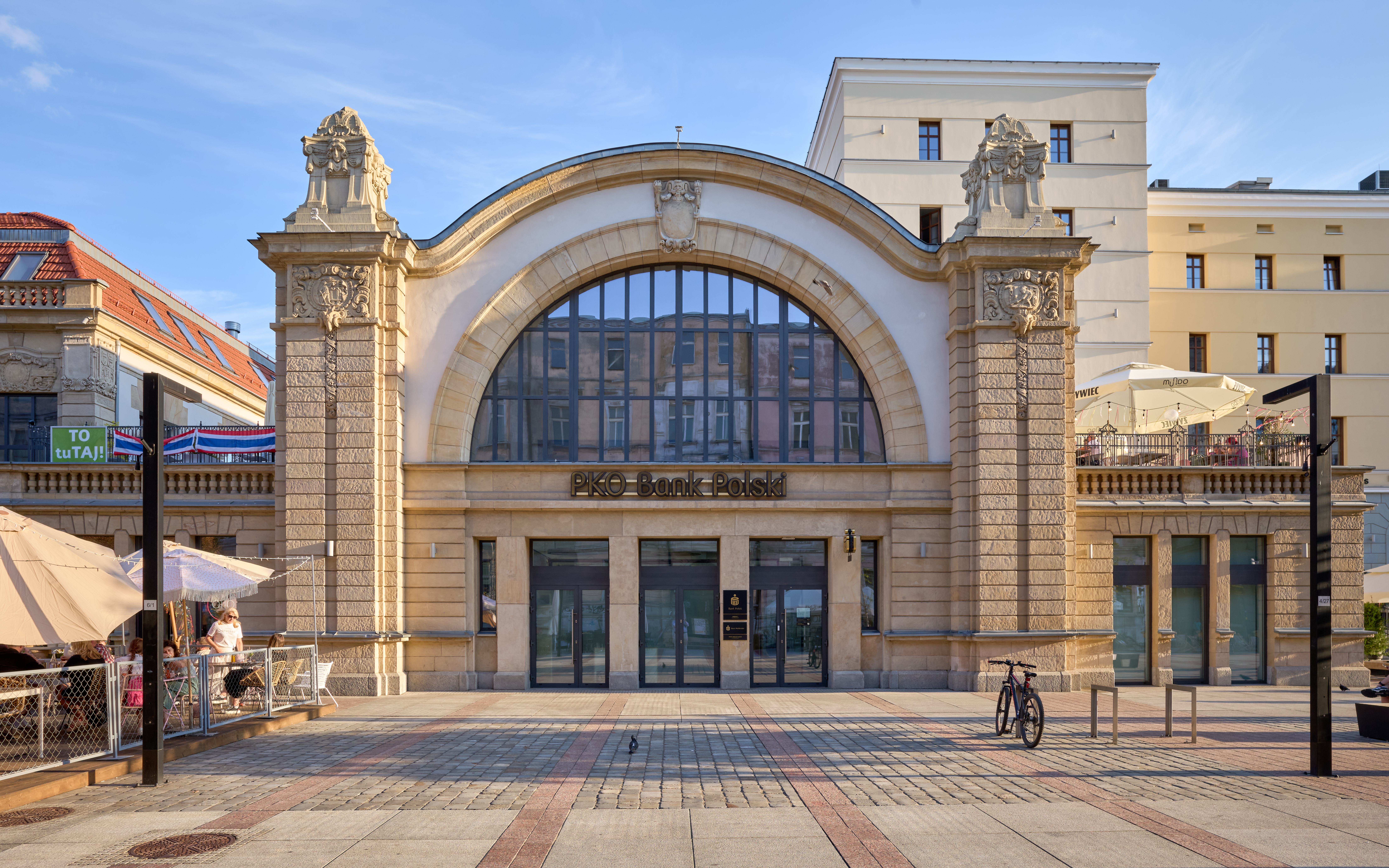
Hala dworcowa (ul. Dworcowa 6)

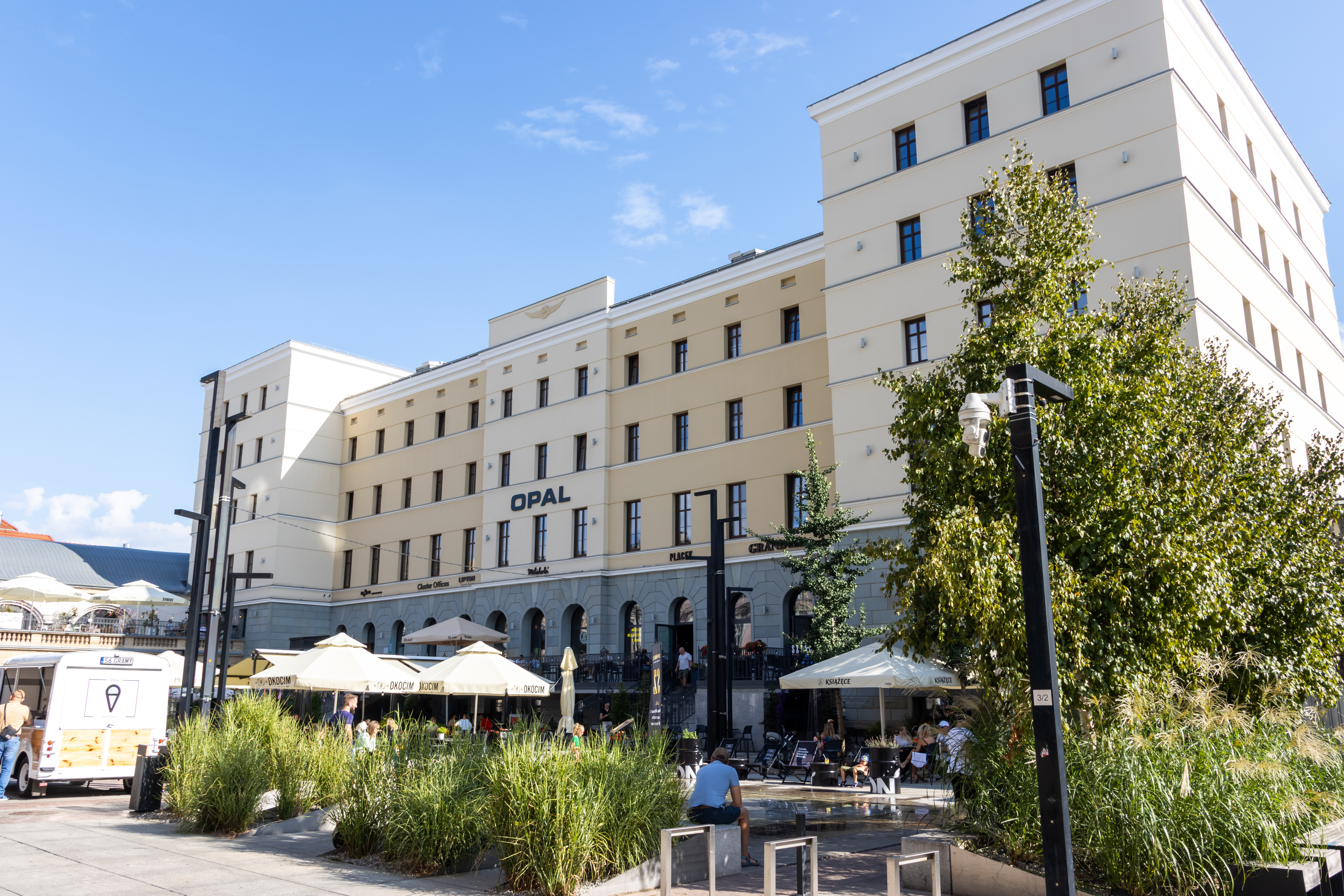
Budynek biurowy (ul. Dworcowa 8)

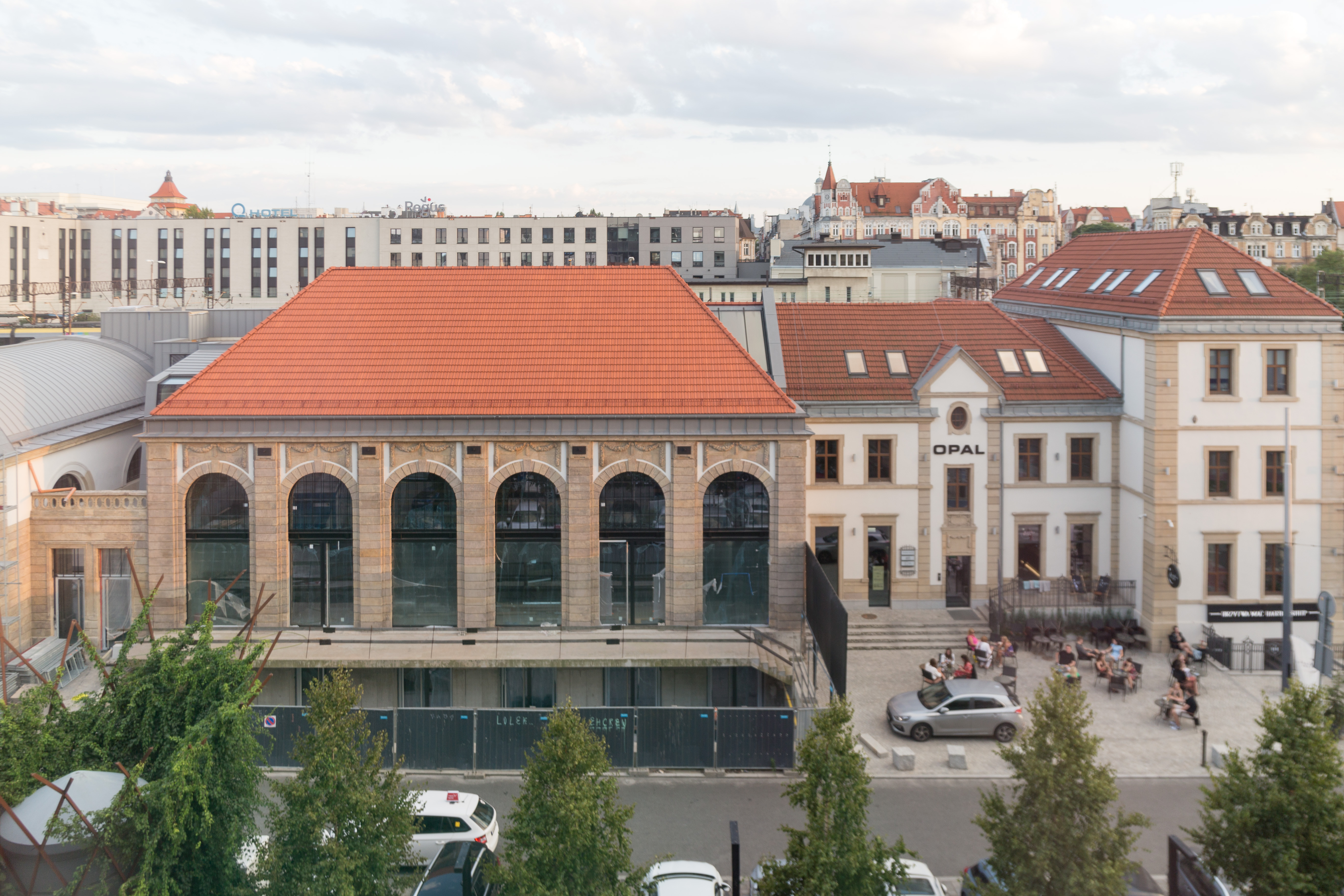
Poczekalnia i dom mieszkalny (ul. Dworcowa 10 i ul. św. Jana 20)

Stary dworzec kolejowy w Katowicach położony jest przy ulicy Dworcowej 2, 4, 6, 8 i 10 oraz ulicy św. Jana 20 w Katowicach, na terenie dzielnicy Śródmieście. Jest to obiekt murowany z cegły i otynkowany, obłożony ciosanymi blokami z piaskowca i z cokołem granitowym. Powierzchnia zabudowy całego kompleksu wynosi 3362 m². Złożony jest z kilku obiektów o różnej formie i funkcji powstałych w przeciągu kilkudziesięciu lat i posiada różne akcenty stylowe: neoklasycyzmu, modernizmu i secesji.
Na zespół zabudowy starego dworca w Katowicach składają się następujące budynki:
- Budynek biurowy (ul. Dworcowa 2)[29] – jest to trójkondygnacyjny obiekt z 1903 roku[9], posiadający cechy secesyjne[28]; jego powierzchnia użytkowa wynosi 924 m², a powierzchnia zabudowy 501 m²[27]; znajduje się tutaj część z klatką schodową zwieńczona wieżyczką z cebulastym hełmem[13],
- Restauracja (ul. Dworcowa 4)[29] – posiada cechy secesyjne[28],
- Hala dworcowa (ul. Dworcowa 6)[29] – jest to pawilon posiadający cechy secesyjne[28], z półkoliście wygiętymi sklepieniami[9]; wysunięta jest w stronę osi poza linię zabudowy; wejście do niej zdobią płaskorzeźby przedstawiające kuźnika i górnika[28],
- Budynek biurowy (ul. Dworcowa 8)[29] – jest to najstarsza część kompleksu, nadbudowana w latach 30. XX wieku w stylu modernizmu; posiada cztery kondygnacje nadziemne, poddasze i podpiwniczenie; na parterze znajdują się zachowane okrągłołukowe otwory okienne będące reliktem pierwotnej bryły dworca z 1859 roku; elewacja frontowa jest 13-osiowa, z położonym na środku ryzalitem obejmującym trzy osie; po jego bokach znajdują się wyższe o jedną kondygnację dwie bryły mające po trzy osie[28],
- Poczekalnia (ul. Dworcowa 10)[29] – powierzchnia użytkowa tej części budynku wynosi 636 m², a powierzchnia zabudowy 987 m²[27]; jedna z jej brył charakteryzuje się wielkimi oknami; znajduje się tu także hala z dobudowanym w latach 20. XX wieku przedsionkiem westybulu[28], a sama hala posiada z półkoliście wygięte sklepienie[9],
- Dom mieszkalny (ul. św. Jana 20)[29] – jest to budynek trójkondygnacyjny[28], rozbudowany w latach 20. XX wieku[14].

Właścicielem budynków pod nr. 2, 4, 6 i 8 jest katowicka spółka Opal Maksimum. W tych budynkach według stanu z końca 2024 roku funkcjonują m.in. placówki gastronomiczne, salon barberski, klub muzyczny, biura corworkingowe i oddział PKO Banku Polskiego.
Cały gmach wpisany jest do rejestru zabytków nieruchomych pod nr. A/1218/75, a także do gminnej ewidencji zabytków miasta Katowice.

## Filatelistyka
Poczta Polska wyemitowała 28 lutego 1978 roku znaczek pocztowy przedstawiający stary dworzec kolejowy w Katowicach o nominale 50 gr, w serii Koleje polskie. Autorem projektu znaczka był Stefan Małecki. Znaczek wydrukowano techniką rotograwiury, na papierze kredowanym, w nakładzie 6,63 mln szt. Pozostawał w obiegu do 31 grudnia 1994 roku.